# Parchís
 (octobre 2021).
Si vous disposez d'ouvrages ou d'articles de référence ou si vous connaissez des sites web de qualité traitant du thème abordé ici, merci de compléter l'article en donnant les références utiles à sa vérifiabilité et en les liant à la section « Notes et références ».
Le Parchís est un jeu de société dérivé du pachisi.
Il est très populaire en Espagne. Il se joue avec 2 dés et 4 pions pour chaque joueur (de un à quatre avec des variantes qui vont jusqu’à 8). Chaque joueur cherche à amener ses 4 pions depuis la sortie de la maison jusqu'au but (case centrale), en essayant de ne pas se faire manger en chemin. Le premier qui y parvient a gagné.

## Définitions
- Les grandes cases carrées colorées dans les coins sont nommées Maisons.
- Les cases rectangulaires, colorées et numérotées qui se trouvent à côté de chaque maison sont nommées départ (sortie de maison).
- Les petites cases rectangulaires grises ou marquées par une autre couleur sont des cases Sécurisées.
- Les petites cases triangulaires colorées au centre du plateau se nomment le but (arrivée).
- Les cases colorées juste avant le but (arrivée) sont communément appelées couloir.
- Deux pions de la même couleur sur la même place forment une barrière et on dit que la barrière est ouverte lorsque l'un de ces pions est déplacé.
- Avancer de sept, dix ou vingt signifie qu'un joueur doit avancer son pion respectivement de sept, dix ou vingt cases.
- Le terme manger est utilisé lorsqu'un pion prend la position d'un pion adverse et ce dernier retourne à sa maison.

## Règles de base[2],[3]
- Au commencement de la partie, tous les pions sont dans la maison de leur couleur.
- La partie se déroule par tours.
- Chaque joueur prend la main une seule fois par tour.
- Si lors de son tour, il fait un 6, le joueur rejoue (voir plus loin).
- Dans le cas contraire, il passe la main au joueur suivant dans le sens contraire des aiguilles d'une montre.
- C'est uniquement lorsque le lancer de dé ne permet pas de déplacement que le joueur ne fait rien et passe son tour.
- Dans les autres cas, le joueur est obligé de faire ce qu'il peut faire en fonction de la valeur du dé.
- Les pions se déplacent dans le sens contraire des aiguilles d'une montre depuis la sortie de maison de sa couleur jusqu'au but de sa couleur.
- Les pions qui sont à la maison ou qui sont arrivés au but ne peuvent pas bouger.
- Un pion ne peut pas être déplacé sur une case ayant déjà 2 pions dessus, sauf dans le cas spécial de la sortie de la maison.
- Uniquement la maison et le but peuvent contenir 3 ou 4 pions.

### Si vous faites un 5

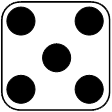

Le joueur qui fait un 5 avec le dé doit prendre un pion de sa maison et le placer sur la case départ (sortie de la maison) de sa couleur. Si cela n'était pas possible à cause de la présence de deux pions sur cette case ou parce que le joueur ne dispose plus de pions dans sa maison, il devra déplacer de 5 cases le pion de son choix. Le premier 5 que le joueur fait dans la partie, 2 pions sont placés sur le départ.

### Si vous faites un 1, un 2, un 3 ou un 4
Le joueur qui fait un 1, un 2, un 3 ou un 4 avancera un de ces pions respectivement d'une, deux, trois ou quatre cases.

### Si vous faites un 6

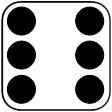

Le joueur qui fait un 6 avancera un de ces pions de six cases s'il lui reste encore des pions dans sa maison. S'il n'a plus de pions dans sa maison, il avancera ses pions de 7 cases. Le joueur qui fait un 6 pourra rejouer. S'il fait encore 6, il peut encore rejouer et s'il fait un troisième 6, le dernier pion déplacé retournera à sa maison. Dans le cas où le dernier pion déplacé se trouvait dans le couloir ou s'il n'a pas pu bouger avec le second 6, il ne retournera pas à la maison, mais pourra pas bouger et le joueur termine son tour.

### Les obstacles ou barrières
Aucun pion ne peut passer à travers une barrière. Cette règle est toujours valable. Si un joueur possède une barrière et fait un 6, il devra ouvrir la barrière. L'unique exception à cette règle survient lorsque les pions de la barrière ne peuvent pas avancer soit parce qu'il y a un autre blocage sur le chemin ou parce que la case de destination est déjà occupée par deux autres pions de la même couleur. Un blocage ne peut pas engendrer un autre blocage

### Manger ou se faire manger
Si un pion arrive sur une case blanche occupée par un pion d'une autre couleur, il le mange. Le pion mangé retournera dans sa maison (de sa couleur). Le joueur qui vient de manger avancera de 20 cases. Sur les départs et les cases sécurisées, il n'est pas possible de manger et il peut y avoir deux pions de couleurs différentes. Sur la case de départ, il ne peut pas y avoir plus de deux pions et si un joueur sort un pion de sa maison et rencontre des pions d'autres couleurs, il mangera le dernier pion arrivé sur cette case et avancera de 20 cases. Dans le cas particulier de la sortie de deux pions lors du premier 5, s'il y a déjà 2 pions adverses sur la case, les deux pions iront dans leurs maisons respectives et le joueur avancera de 20 cases une seule fois

### Le but et la fin de la partie
Un pion doit arriver au but avec le nombre exact de cases obtenues avec le dé ou parce qu'il a fait 10 ou 20. Si le nombre n'est pas exact, il ne peut pas entrer au but. Le joueur qui mène un pion au but peut avancer de 10 cases avec un de ses pions restants. Le joueur qui parvient à placer ses 4 pions sur le but arrête de jouer, il ne lancera plus le dé et passe son tour. Le joueur qui a placé ses 4 pions sur le but remporte la partie. Le deuxième est celui qui a placé ses 4 pions sur le but en second, idem pour le troisième et enfin le perdant est celui qui n'a pas réussi à placer ses 4 pions sur le but alors que les autres ont terminé.